# خارايز دي لا فيرا
بلدية حرائث أو (نقحرة: خارايز دي لا فيرا) (بالإسبانية: Jaraíz de la Vera)‏، هي بلدية تقع في مقاطعة قصرش والتي تقع في منطقة إكستريمادورا، غرب إسبانيا.
يبلغ عدد سكانها 7.752 نسمة وفقاً لإحصائية سنة (2007). وتبلغ مساحتها 62.52 كم2،و بذلك تكون الكثافة السكانية 123.99 نسمة/كم2. يبلغ ارتفاعها 561 م عن سطح البحر.

## وصلات خارجية
- موقع رسمي